# Indian National Lok Dal

Das Parteisymbol des INLD auf Stimmzetteln

Indian National Lok Dal (INLD) (Hindi इंडियन नैशनल लोकदल, „Indische Nationale Volkspartei“), bis 1998 Haryana Lok Dal (Rashtriya) (HLD(R)) („Nationale Volkspartei von Haryana“) ist eine Regionalpartei im indischen Bundesstaat Haryana.

## Parteigeschichte

### Gründung und Geschichte bis 2018
Die Partei wurde unter dem Namen Haryana Lok Dal (Rashtriya) im Oktober 1996 vom ehemaligen Chief Minister von Haryana, Devi Lal gegründet. Der ursprünglich anvisierte Name Haryana Lok Dal war bereits durch eine andere politische Gruppierung belegt.
Devi Lal war seit vielen Jahrzehnten in der Politik in Haryana tätig. Bereits zur Zeit Britisch-Indiens war er in der Unabhängigkeitsbewegung engagiert gewesen. Nach der Unabhängigkeit war er zunächst in der Kongresspartei aktiv, verließ diese Anfang der 1970er und wechselte zur Janata Party. In den 1970ern und 1980ern war er mehrfach Chief Minister von Haryana. Lal hatte wesentlichen Anteil an der Gründung der Janata Dal im Jahr 1988. Nach der gesamtindischen Parlamentswahl 1989 wurde Lal stellvertretender Premierminister in den Kabinetten von V. P. Singh und Chandra Shekhar. Danach war Lal kurzzeitig in der Samajwadi Party aktiv, wechselte dann zur Samata Party und gründete schließlich 1996 eine eigene Partei.
Am 29. April 1998 konstituierte sich die Partei neu unter dem Namen Indian National Lok Dal. Die Führung der Partei übernahm Om Prakash Chautala, der Sohn von Devi Lal, der ebenfalls eine Zeit lang Chief Minister von Haryana war. 
Die Partei ging bei der indischen Parlamentswahl 1998 ein Wahlbündnis mit der Bahujan Samaj Party ein, unterstützte nach der Wahl aber die Regierung unter Atal Bihari Vajpayee und wurde Mitglied der National Democratic Alliance (NDA). Die Parlamentswahl in Haryana im Jahr 2000 wurde durch die INLD gewonnen. Kurz vor der gesamtindischen Parlamentswahl 2004 kündigte sie das Bündnis mit der BJP auf. Bei den indischen Parlamentswahlen 2004 und 2009 konnte die INLD keinen einzigen Wahlkreis gewinnen und verlor auch die Parlamentswahl in Haryana 2005. Kurz vor der Wahl 2008 war sie wieder ein Bündnis mit der BJP eingegangen, verließ es aber nach der Wahl 2009 erneut.
Vor der indischen Wahl 2014 erklärte INLD ihre Unterstützung des BJP-Spitzenkandidaten Narendra Modi und gewann im Bündnis mit der BJP 2 der 10 Wahlkreise von Haryana. Bei der Wahl zum Parlament von Haryana schnitt die Partei eher enttäuschend ab.
Am 22. Oktober 2014 wurde Abhay Chautala, der jüngere Sohn Om Prakash Chautalas, zum Vorsitzenden der INLD-Fraktion im Parlament von Haryana gewählt, so dass die Partei in dritter Generation von einer Familie wesentlich geführt wurde.

### Spaltung der Partei 2018
Im Jahr 2018 kam es innerhalb der parteitragenden Chautala-Familie zu Dissonanzen, die dazu führten, dass INLD-Parteipräsident Om Prakash Chautala am 2. November 2018 seine beiden Enkel Dushyant Chautala und dessen Bruder Digvijay Chautala wegen „Disziplinlosigkeit“ aus der Partei ausschloss. Zuvor hatten die beiden auf einer Parteiveranstaltung Slogans gegen ihren Onkel Abhay Chautala skandiert. Am 12. November 2018 setzte Om Prakash Chautala auch seinen ältesten Sohn Ajay Singh Chautala, den Vater der beiden Ausgeschlossenen, als Generalsekretär der INLD ab und schloss ihn ebenfalls aus der Partei aus. Die Ausgeschlossenen kündigten politische Gegenaktionen an und am 9. November 2018 gab Dushyant Chautala die Gründung einer neuen Partei „Jannayak Janata Party“ bekannt.
Die Parteispaltung hatte einen gravierenden politischen Bedeutungsverlust von INLD zur Folge. Im April 2018, nach dem Abschluss einer Wahlallianz mit der Bahujan Samaj Party war die Partei noch als die stärkste im ganzen Bundesstaat gesehen worden, mit realistischen Aussichten auf die Besetzung des Chief-Minister-Postens bei der nächsten Wahl. Nach der Spaltung wanderte ein Großteil der Parteifunktionäre und Parteianhänger zur neu gegründeten JJP ab. Bei der Wahl zum Parlament von Haryana gewann INLD nur 2,44 % der Stimmen und einen Parlamentssitz. Bei der folgenden Wahl 2024 in Haryana waren es 4,14 %, was für den Gewinn von zwei Wahlkreisen ausreichte. Bei den nationalen Wahlen 2019 und 2024 gewann INLD keinen der zehn Lok-Sabha-Wahlkreise von Haryana.

## Programm
Programmatisch wendet sich die INLD vor allem an die Bauern in Haryana und will deren Interessen vertreten. Politische Themen sind z. B. Preise für Kunstdünger, Regulierung der Bewässerung und Verhinderung von Überschwemmungen in Haryana. Politischer Hauptgegner ist die Kongresspartei.

## Bisherige Wahlergebnisse
Die folgende Tabelle zeigt die gewonnenen Wahlkreise (Mandate) bei Wahlen zur Lok Sabha und bei Wahlen zum Parlament von Haryana. Der Bundesstaat Haryana ist in 10 Wahlkreise für die Lok Sabha und in 90 Wahlkreise für das Regionalparlament unterteilt.
| Jahr | Wahl                           | Parlamentssitze |
| ---- | ------------------------------ | --------------- |
| 1998 | Wahl zur Lok Sabha 1998        | 4/543           |
| 1999 | Wahl zur Lok Sabha 1999        | 5/543           |
| 2000 | Parlamentswahl in Haryana 2000 | 47/90           |
| 2004 | Wahl zur Lok Sabha 2004        | 0/543           |
| 2005 | Parlamentswahl in Haryana 2005 | 9/90            |
| 2009 | Wahl zur Lok Sabha 2009        | 0/543           |
| 2009 | Parlamentswahl in Haryana 2009 | 31/90           |
| 2014 | Wahl zur Lok Sabha 2014        | 2/543           |
| 2014 | Parlamentswahl in Haryana 2014 | 19/90           |
| 2019 | Wahl zur Lok Sabha 2019        | 0/543           |
| 2019 | Parlamentswahl in Haryana 2019 | 1/90            |
| 2024 | Wahl zur Lok Sabha 2024        | 0/543           |
| 2024 | Parlamentswahl in Haryana 2024 | 2/90            |